# 아랍 마슈리크 인터내셔널 로드 네트워크

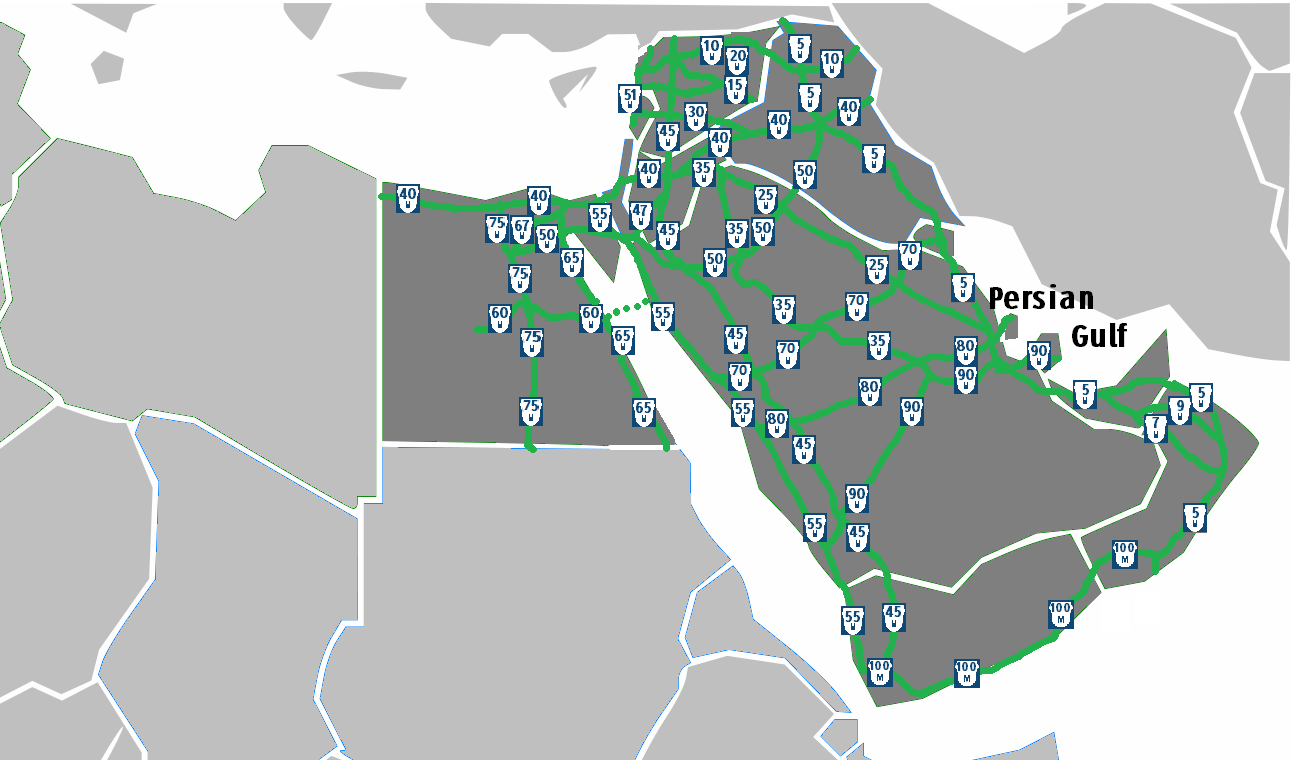
주요 간선 도로망의 모습. 숫자는 주로 5와 0이 끝나는 것을 위주로 배치되어 있다.

아랍 마슈리크 인터내셔널 로드 네트워크(Arab Mashreq International Road Network)는 아랍 국가들끼리 연결해 주는 국제 간선도로망으로, 이름은 마슈리크에서 따온 것으로 추정된다. 그래서 이 국제 도로망은 아시안 하이웨이와 비슷한 역할을 하게 된다. 그 외에도 해당 도로망에 이스라엘이 포함되어 있으나, 이스라엘이 제정시키는 협정 대상자가 아니다. 그리고 해당 네트워크는 2001년, 아랍 마슈리크 국제 간선도로 협정(Agreement on International Roads in the Arab Mashreq)이 정식으로 조인되었다.

## 같이 보기
- 아시안 하이웨이
- 유럽 고속도로
- 트랜스 아프리칸 하이웨이